# ترام مليانة مارغريت
كان ترام مليانة مارغريت أو ترام مناجم زكار عبارة عن سكة حديدية بطول 9 كيلومترات تعمل بالبخار وبالديزل بقطر 750 مم (2 قدم 5 + 1⁄2 بوصة) من محطة مليانة مارغريت التابعة لشركة السكك الحديدية من باريس إلى ليون والبحر الأبيض المتوسط إلى مناجم خام الحديد في جبل زكار في مليانة، الجزائر. 

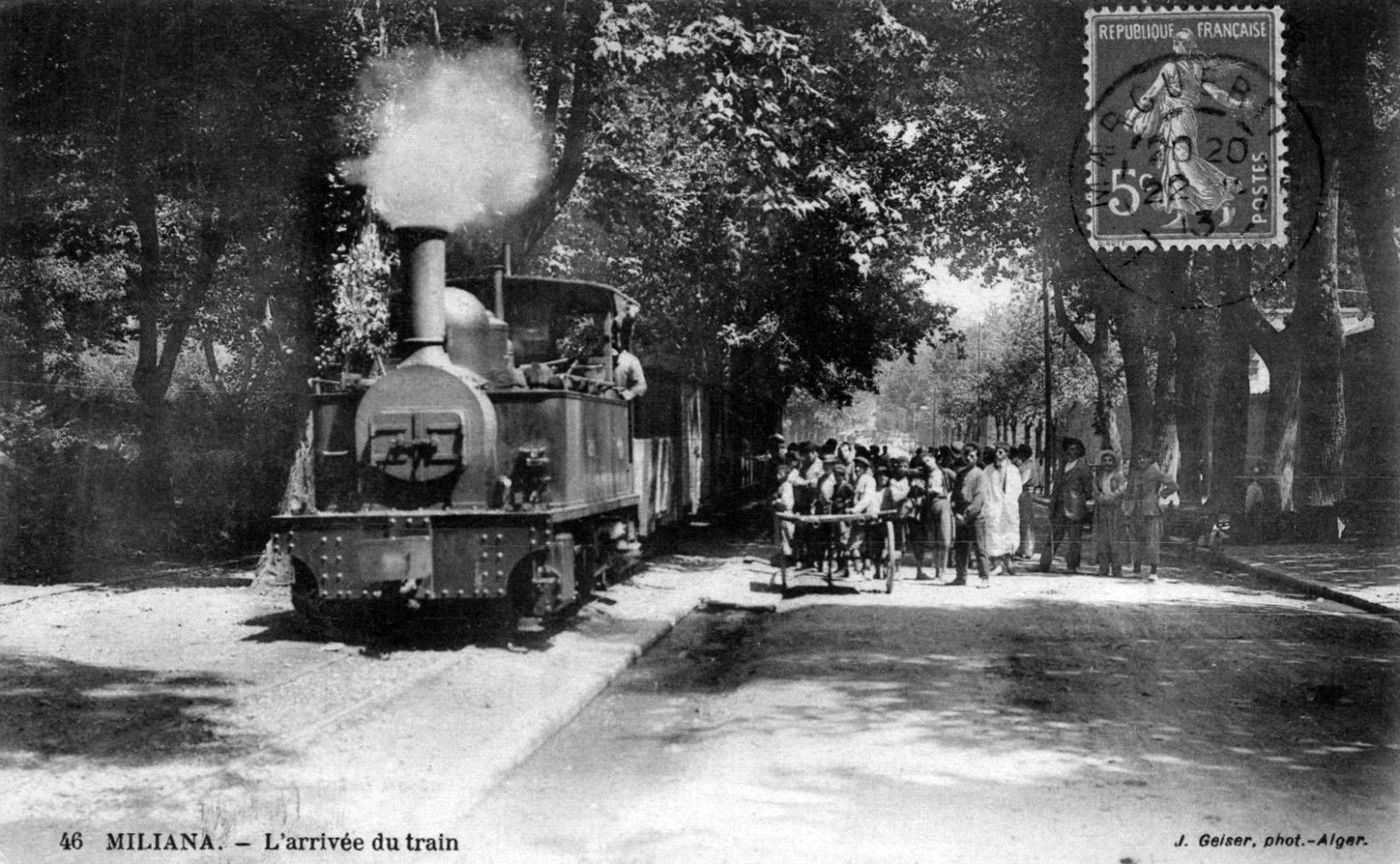
وصول قطار إلى مليانة.

## الخلفية التاريخية والأساس
في 16 سبتمبر 1874، منح الحاكم امتياز التعدين العام لمدة 17 عامًا للسيد. دوبين والألمانية.
في 5 مارس 1888م، حصل الأخوان جيرو، وهما مصرفيان من وهران، على تمديد لهذا الامتياز حتى 1 يوليو 1906.
في 22 مارس 1904، تأسست الشركة العامة زكار للتعدين في باريس. كان الغرض من الشركة هو استغلال الرواسب المعدنية وإنشاء وتشغيل جميع السكك الحديدية اللازمة لنقل الذهب والمعادن لمدة 60 عامًا.

## عملية
بدأت العملية في 7 أكتوبر 1904، بإنتاج أولي بمتوسط 300 طن من خام الحديد يوميًا. أُنتج عام 1905 بالفعل 87879 طن. قُبلت السكك الحديدية للاستخدام العام في 18 سبتمبر 1908 وشُغلت علنًا اعتبارًا من 14 أكتوبر 1909. ارتفع حجم النقل حتى عام 1912 إلى 227000 طن كحد أقصى في السنة. في عام 1927، خُفض إلى 293870 طنًا كسجل قياسي.
استطاعت القاطرة البخارية جين سحب ست عربات حديدية كبيرة على شكل قمع مليئة بالخام. كانت هذه المركبات ذات أرضية متحركة ويتسع كل منها من5 إلى 10 أطنان. أخذت شركة جمعية أنونيم دي ميني دو زاكار عام 1912 واحدة من أولى قاطرات جارات ذات الثمانية عجلات في العملية. في 4 أغسطس 1926، صدر مرسوم بموجبه تمت الموافقة على الامتياز وتعديل شروط تشغيل الترام من مليانة إلى مارغريت من قبل حاكم الجزائر العاصمة في 24 ديسمبر 1925.

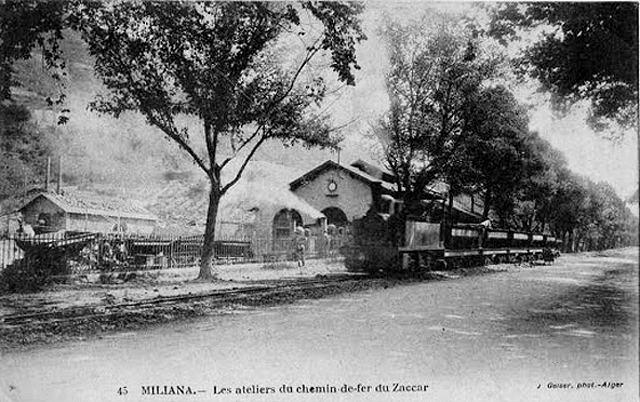
القطار وهو يسير.

كان المنجم تحت الأرض يوظف ما يصل إلى 2000 عامل، أو حوالي ربع عمال مدينة مليانة. توقف المنجم والسكك الحديدية عن العمل في 31 ديسمبر 1975. أغلقت المناجم والسكك الحديدية الخاصة بهم في 31 ديسمبر 1975.

## الأدب والفن

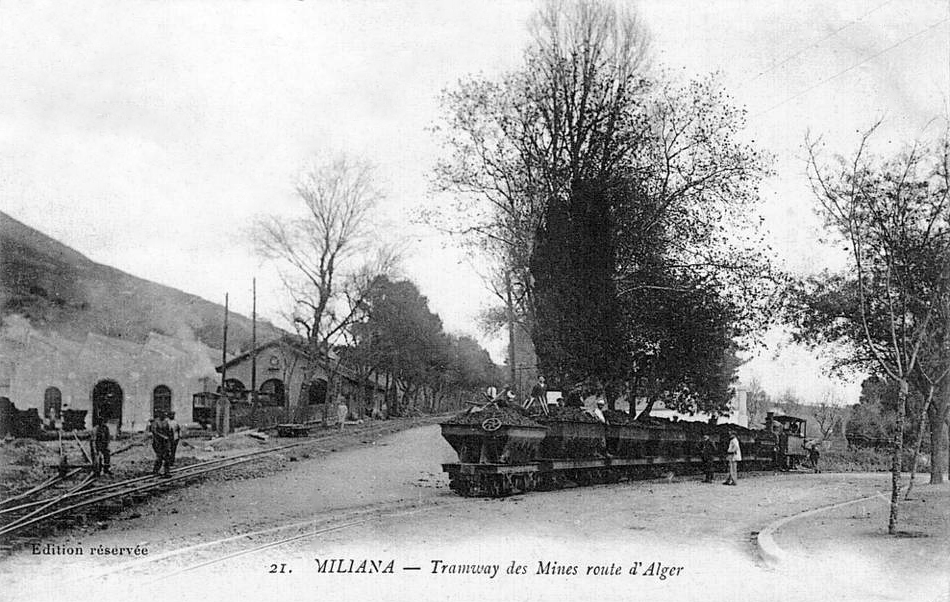
القطار.

وصف عبد القادر حاج حمو (مواليد 1891 في مليانة، وتوفي عام 1953) في عام 1925 رحلة على الترام في كتابه زهرة، زوجة عامل المنجم. كان نجل قاضي مدينة مليانة، مترجمًا للمحكمة، وأستاذًا للغة العربية، وما يقرب من 20 عامًا رئيسًا للمسجد الحرام.
أنتج الرسام الهولندي بارت فان دير ليك عددًا كبيرًا من الدراسات حول المناجم وعربات السكك الحديدية الخاصة بهم، والتي تم شراؤها وأرشفتها وعرضها من قبل جامع الفن الألماني الهولندي هيلين كرولر مولر.

## مراجع

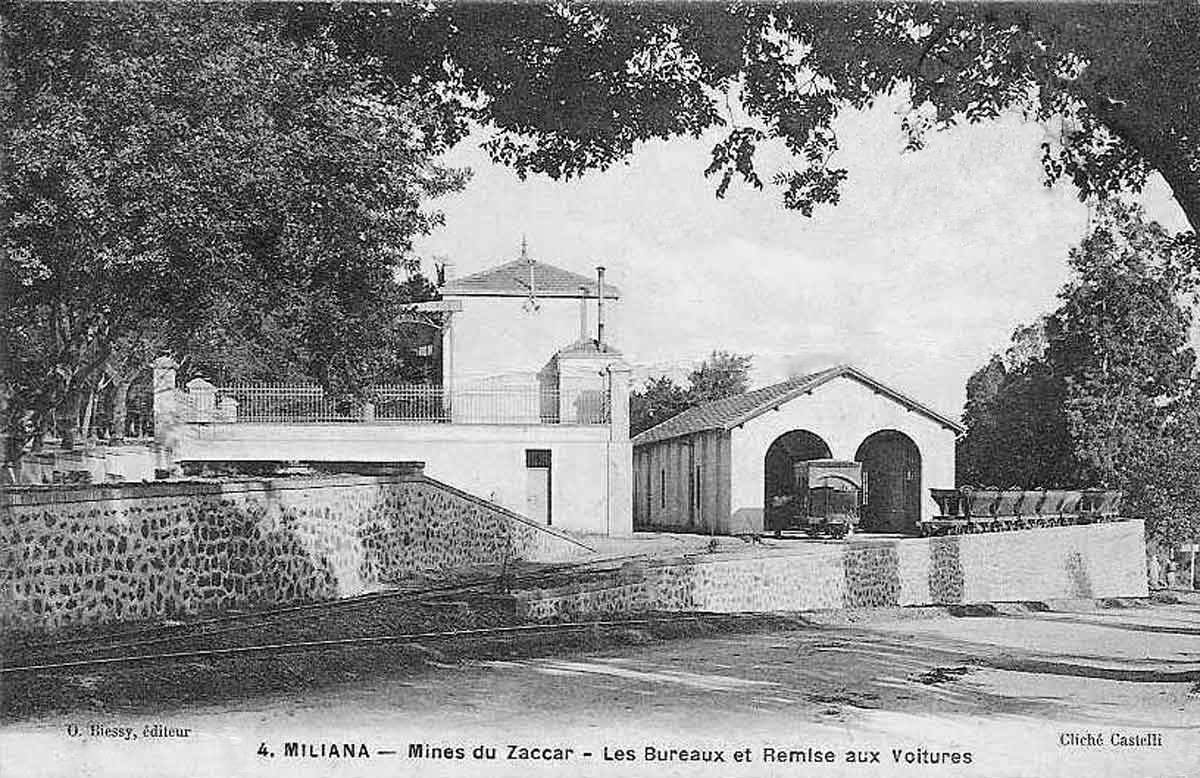
المكتب الرئيسي والسقيفة.

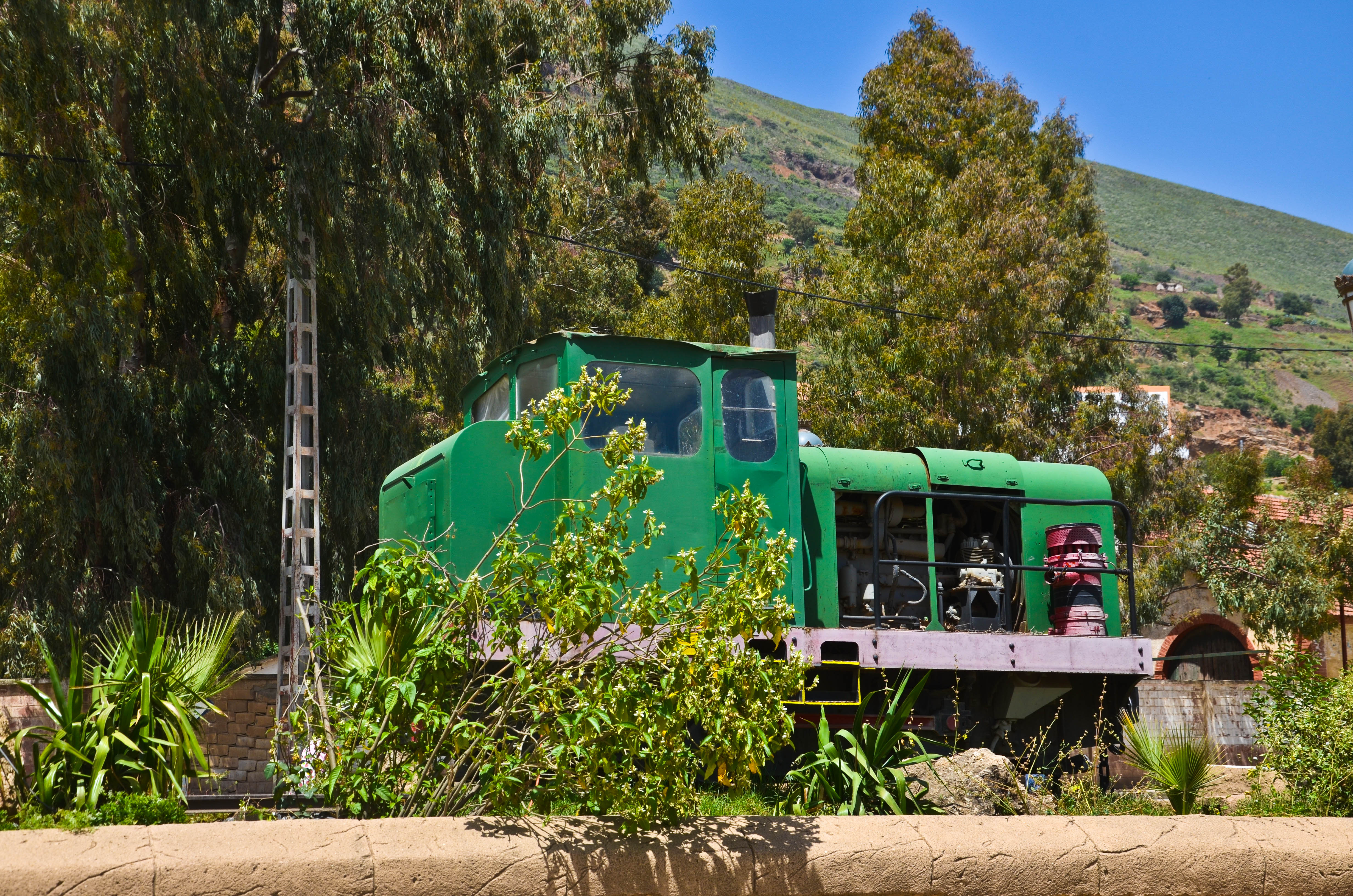
قاطرة ديزل قديمة في مليانة.

## روابط خارجية
- Les Mines du Zaccar نسخة محفوظة 20 يناير 2020 على موقع واي باك مشين. (WayBackMachine نسخة محفوظة 20 يناير 2020 على موقع واي باك مشين., with several photos)